# 東平陵縣

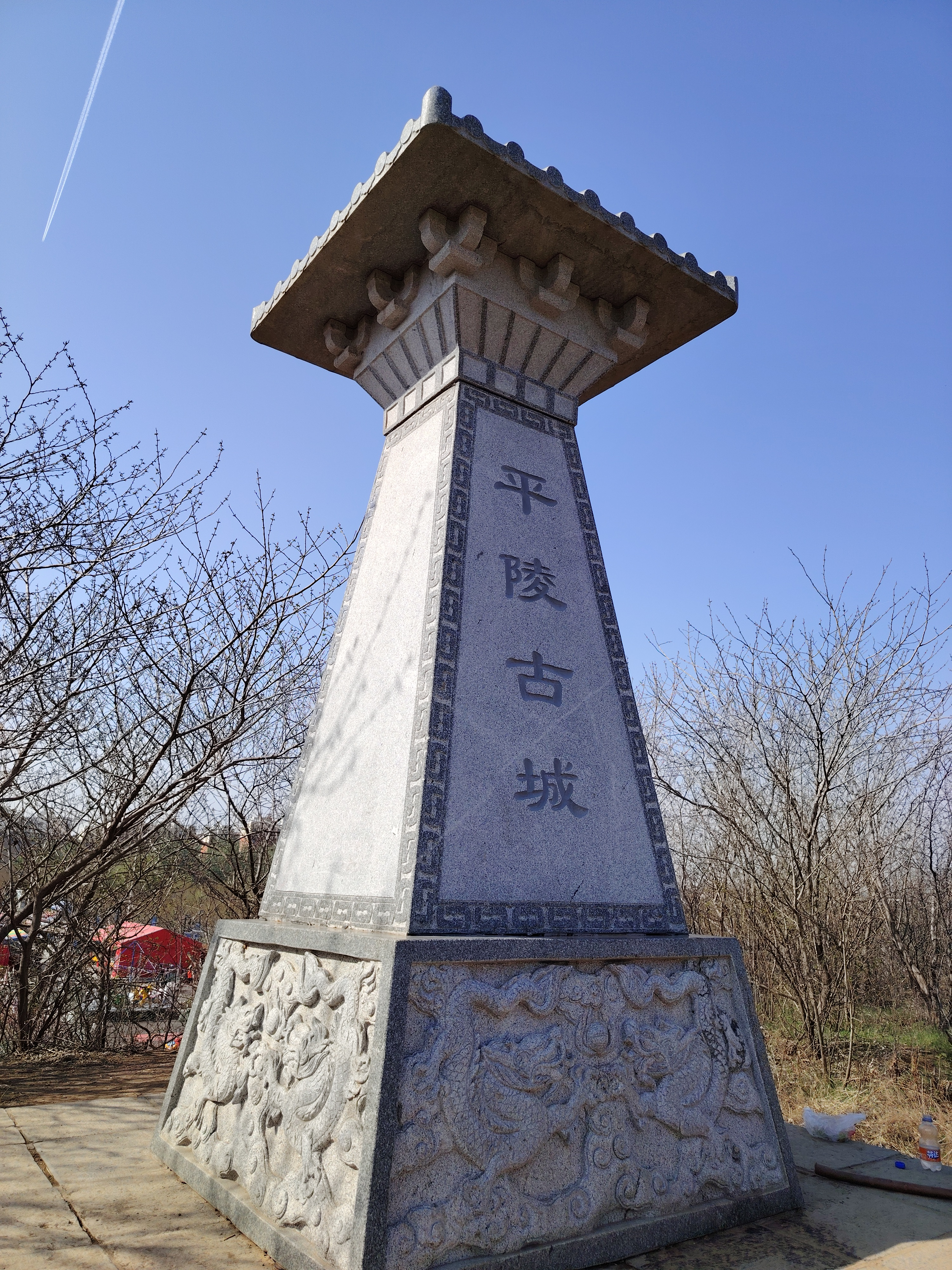
東平陵故城

東平陵縣，後改名為平陵縣、全節縣，中國古縣名。縣治在今山東省章丘市龍山街道閻家莊東北，現存東平陵故城遺址。

## 建置沿革
春秋時，齊國於此地置平陵邑。西漢始置縣，因與右扶風之平陵同名，故稱“東平陵縣”。漢高帝時置博陽郡，治博陽縣（博縣）。後徙博陽郡治於東平陵縣，因其在濟水之南，改郡名為濟南郡。設有工官、鐵官。考古人員發現漢代東平陵城有規模較大的冶鐵和鑄錢遺址。自兩漢至曹魏、西晉，東平陵縣一直為濟南郡（濟南國）治所。
西晉移濟南郡治於歷城縣，又省“東”字，改東平陵為平陵縣。北魏時，平陵縣屬齊州。北齊廢。唐武德二年（619年）復置平陵縣，為譚州治所。武德八年，省營城縣，其地入平陵縣。貞觀元年（627年），廢譚州，平陵縣改屬齊州。貞觀十七年（643年），改平陵縣為全節縣。元和十年（815年）因“戶口凋殘”，省全節縣，其地併入歷城縣。東平陵故城遺址為全國重點文物保護單位。

## 人物
- 王莽，祖籍為濟南東平陵，其祖父王禁遷居魏郡元城縣，故曰魏郡元城人。